# Magellan Telescopes
Magellan Telescopes är ett par optiska teleskop med en spegeldiameter på 6,5 meter vardera, belägen vid Las Campanas Observatory i Chile. De två teleskopen är uppkallade efter astronomen Walter Baade (Magellan 1) och filantropen Landon T. Clay (Magellan 2).
Första ljuset för teleskopen gjordes den 15 september 2000 för Baade (Magellan 1) och 7 september 2002 för Clay (Magellan 2).
Ett samarbete mellan Carnegie Institution for Science, University of Arizona, Harvard University, University of Michigan och Massachusetts Institute of Technology byggde och driver dessa teleskop.
Det är uppkallat efter den portugisiska utforskaren Ferdinand Magellan född år 1480 och död år 1521.